# Jérôme Guihoata
Jérôme Guihoata, né le 7 octobre 1994 à Yaoundé, est un footballeur international camerounais. Il joue au poste de défenseur central au MS Ashdod.

## Biographie

### En club
Jérôme Guihoata est un pur produit de l'Académie Yaoundé. Il rejoint ensuite le petit club du Musango de Yaoundé.
Le 2 septembre 2013, il signe en France au Tours FC. Il débutera au sein du club pour être la doublure de la charnière centrale Thomas Fontaine / Léo Schwechlen. 
En 2015, il rejoint le Nîmes Olympique en prêt par le Valenciennes FC, il retourne dans cette dernière à la fin de la saison.

### En sélection nationale
Guihoata est tout d'abord sélectionné avec l'équipe du Cameroun des moins 17 ans pour le compte du Tournoi de Montaigu et la Coupe d'Afrique des nations des moins de 17 ans 2013.
Il honore sa première sélection avec l'équipe A du Cameroun le 10 août 2013 contre le RD Congo pour le compte du CHAN 2014, il rentre à la 68e minute à la place de son compatriote Julien Ebah. Le match se termine par une défaite 1 à 0.

## Statistiques
| Saison                | Club                  | Championnat           | Championnat | Championnat | Coupe nationale | Coupe nationale | Coupe de la Ligue | Coupe de la Ligue | Cameroun | Cameroun | Total | Total |
| Saison                | Club                  | Division              | M.          | B.          | M.              | B.              | M.                | B.                | M.       | B.       | M.    | B.    |
| 2013                  | Musango Yaoundé       | -                     | -           | -           | -               | -               | -                 | -                 | 1        | 0        | 1     | 0     |
| 2013-2014             | Tours FC              | Ligue 2               | 10          | 0           | 0               | 0               | 1                 | 0                 | -        | -        | 11    | 0     |
| 2014-2015             | Valenciennes FC       | Ligue 2               | 18          | 0           | -               | -               | -                 | -                 | 11       | 0        | 29    | 0     |
| 2015-2016             | Nîmes Olympique       | Ligue 2               | 6           | 0           | 1               | 0               | -                 | -                 | -        | -        | 7     | 0     |
| Total sur la carrière | Total sur la carrière | Total sur la carrière | 34          | 0           | 1               | 0               | 1                 | 0                 | 12       | 0        | 48    | 0     |